# 菊池俊彦
菊池 俊彦（きくち としひこ、1943年 - ）は、日本の考古学者・歴史学者。文学博士（北海道大学）。北海道大学名誉教授。北東アジアの考古学研究が専門。

## 経歴
1943年、群馬県伊勢崎市生まれ。1967年3月、北海道大学文学部史学科を卒業。
1967年4月より北海道大学文学部附属北方文化研究施設考古学部門助手。1978年8月、北海道大学文学部助教授（文学部一般教育歴史学東洋史担当）。1986年4月、北海道大学文学部助教授（文学部総合文化論講座東洋文化史）。1991年4月北海道大学文学部教授（文学部総合文化論講座東洋文化史担当）。1995年4月北海道大学文学部教授（文学部東洋史学講座担当)。2000年4月北海道大学大学院文学研究科歴史地域文化学専攻東洋史学講座教授。1997年に、『北東アジア古代文化の研究』を提出して博士号を取得。2006年、北海道大学を停年退官し、同大名誉教授となる。

## 研究領域
- アイヌ、ウィルタにつながる、北東アジア先住民の残したオホーツク文化や中国北東部の靺鞨、渤海人、ツングース人の文化を研究テーマとする。オホーツク文化や北東アジア先住民の歴史に関する書籍を多数執筆している[2]。
- 2003年から2007年に「中世の東北アジアと考古学 - 奴児干永寧寺をめぐる東北アジアの文化交流と諸民族の動向」を率い[3]、この分野で大きな成果を上げた。

## 受賞歴
- 濱田青陵賞（第10回） 1997年

## 主著
- 『北海道考古学講座』（野村崇共編、みやま書房） 1980年
- 『北からの日本史』（北海道・東北史研究会編、三省堂） 1990年
- 『北東アジア古代文化の研究』（北海道大学図書刊行会） 1995年
- 『東アジア・東南アジア伝統社会の形成 - 16-18世紀』（樺山紘一著、岩波書店、岩波講座 世界歴史13） 1998年
- 『考古学の学際的研究 - 浜田青陵賞受賞者記念論文集(1)』（岸和田市教育委員会） 2001年
- 『環オホーツク海古代文化の研究』（北海道大学図書刊行会） 2004年
- 『中世の北東アジアとアイヌ　奴児干永寧寺碑文とアイヌの北方世界』（高志書院） 2008年
- 『オホーツクの古代史』（平凡社） 2009年
- 『北東アジアの歴史と文化』（北海道大学図書刊行会） 2010年

## 門下生
- 中村和之 - 函館大学教授
- 澤井玄 - 北海学園大学学芸員課程非常勤講師